# Município Cuito Cuanavale
Município Cuito Cuanavale är en kommun i Angola.   Den ligger i provinsen Cuando Cubango, i den centrala delen av landet, 900 km sydost om huvudstaden Luanda.
Omgivningarna runt Município Cuito Cuanavale är huvudsakligen savann. Trakten runt Município Cuito Cuanavale är nära nog obefolkad, med mindre än två invånare per kvadratkilometer.